# Franz Falke (Unternehmer)
Franz Falke (* 20. April 1885 in Schmallenberg; † 15. Mai 1951 ebenda) war ein deutscher Unternehmer. Er hat zum Aufschwung des Unternehmens Falke maßgeblich beigetragen.

## Leben
Falke war Sohn des gleichnamigen Unternehmensgründers Franz Falke-Rohen. Zur Zeit seiner Geburt war der Vater noch Strickmeister in einem Schmallenberger Industriebetrieb. Dieser machte sich 1895 selbständig. Das Unternehmen war anfangs noch sehr bescheiden, so dass der Sohn bereits im Alter von 16 Jahren in den Betrieb eintrat, Strümpfe strickte und verkaufte. Als Aufträge ausblieben, lernte Falke das Schirmmacherhandwerk. Im Jahr 1918 erfolgte der Kauf der Woll- und Haargarnspinnerei Carl Meisenburg in Schmallenberg auf Betreiben von Franz Falke. Diesen Betrieb baute Falke stark aus und machte ihn wieder  profitabel. Damit war der Grundstein für die spätere Unternehmensgruppe Falke mit mehreren Geschäftsfeldern gelegt.
Im Jahr 1920 wurde in Schmallenberg eine neue Fabrik mit neuen Strumpfmaschinen und einer ersten Telefonanlage gebaut. Es entstanden acht Nähfilialbetriebe bis hin nach Thüringen. Im Jahr 1928 beim Tod des Vaters hatte das Unternehmen bereits 800 Beschäftigte. Im Jahr 1938 kam die Strickwarenfabrik Franz A. Falke zur Firmengruppe. Es wurde auch die Firma Strickwarenfabrik Salomon Stern erworben. Diese sollte von einem dem Nationalsozialismus nahestehenden Unternehmer „arisiert“ werden, inzwischen hat sich Falke aber mit dem Inhaber Artur Stern über den Kauf geeinigt. So erinnerte sich Franz-Otto Falke in einem Interview mit dem Deutschlandradio 2006, nach 1945 habe die Zahlung die Nachkommen von Salomon Stern erreicht.
Falke führte das Unternehmen durch die Zeit des Zweiten Weltkrieges und die Nachkriegszeit. Daneben war er auch Landwirt und Kommunalpolitiker. Nach seinem Tod übernahmen die Söhne Paul Falke und Franz-Otto Falke die Leitung des Unternehmens.